# Anepsiozomus
Genre
Anepsiozomus est un genre de schizomides de la famille des Hubbardiidae.

## Distribution
Les espèces de ce genre se rencontrent aux Seychelles et à Socotra.

## Liste des espèces
Selon Schizomids of the World (version 1.0) :
- Anepsiozomus harteni Harvey, 2006
- Anepsiozomus sobrinus Harvey, 2001

## Publication originale
- Harvey, 2001 : The Schizomida (Arachnida) of the Seychelle Islands. Invertebrate Taxonomy, vol. 15, no 5, p. 681-693.